# Tokoyo
Tokoyo is een geslacht van kreeftachtigen uit de klasse van de Malacostraca (hogere kreeftachtigen).

## Soorten
- Tokoyo cirrata Galil, 2003
- Tokoyo eburnea (Alcock, 1896)